# 断熱消磁
断熱消磁（だんねつしょうじ）は極低温領域での冷却法の一つ。液体ヘリウムの蒸発潜熱や希釈冷凍（3He-4He希釈冷凍法）では冷やせない超低温の冷却が可能である。
零磁場下の常磁性体のスピンは任意の方向を向きその磁化は零である。強い磁場下にある常磁性体を十分冷却した後、断熱状態で磁場を下げる。この時、断熱状態であるためエントロピーは変化しないが磁化は小さくなる。磁化と温度は比例関係にあるため、磁場が下がった分、常磁性体の温度は下がる。

## 用途

### 極低温冷凍機
銅の核スピンを利用した核断熱消磁法では10T程度の磁場下で10mK程度まで冷却し、0.1mK以下の温度の生成が行われている。

### 液体水素製造
磁気冷凍は旧来の冷凍技術を超える効率の実現が可能であり、液体水素を低コストで製造できると期待されている。
ジュール=トムソン膨張を利用した旧来の気体冷凍技術では液化効率50%を超えることは困難とみられ、現状では液化効率は25%程度にとどまる。
圧縮機の不要な磁気冷凍では液化効率70%を目指せる。現状液化効率40%まで実証されている。